# Anexo de Yucamani-Candarave
El anexo peruano de Yucamani es uno de los poblados que conforman el distrito de Candarave, bajo la administración del alcalde provincial de Candarave. 
Desde el punto de vista jerárquico de la Iglesia católica forma parte de la Diócesis de Tacna y Moquegua la cual, a su vez, pertenece a la Arquidiócesis de Arequipa.

## Historia
Los primeros pobladores descienden de los protocollahuas, aymaras y de la cultura Tiahuanaco.  Yucamani es un pueblo que proviene de ayllus de ascendencia aymara.

## Geografía
En este anexo se encuentra el volcán Yucamani, cuya cima se encuentra a 5.550 m s. n. m. La ubicación geográfica se encuentra en las coordenadas -17.18, -70.20. El Yucamani tuvo su última erupción en 1802, el 30 de marzo. Hoy en día se le considera inactivo o apagado. Por su tipo de erupción es un volcán
estratovolcán. 
La flora que hallamos en las paredes de este volcán es la típica de las zonas de altura de este clima (subtropical andino) con ichu, yareta, queñua y formaciones herbáceas en los bofedales. En cuanto a la queñua, cuenta con el bosque más extenso de dicho árbol en todo el país, sin embargo desde hace algunos años se ha prohibido su tala, debido a que se había vuelto indiscriminada.
La fauna está compuesta por animales como polla de agua, parihuana, huallata, tojo o roedor del bofedal, llamas, alpacas, vicuñas, cóndores, vizcachas, chinchillas o el ñandú, gatos montés, pumas.
Según una antigua leyenda, el volcán Yucamani y el Tutupaca (otro volcán de la zona, pero que si está en estado activo) eran hermanos que pelearon por una mujer y en su pelea el Yucamani con una onda le voló la cabeza al Tutupaca. El dios Wiracocha emerge de las aguas del lago Titicaca y como castigo al Yucamani le dice que no tendrá nada de riquezas minerales en su interior, y al Tutupaca que aunque tenga, siempre estará amenazando constantemente a los pobladores de la zona, y que guardará sus riquezas para extranjeros, al final exclama "tienes alma de supay", que en la lengua indígena aymara significa demonio. Dicha leyenda podemos hallar en el libro "Tacna, Historia y Folklore" de Fortunato Zora Carvajal.

## Capital
La Capital de este Anexo es la ciudad de Yucamani, situada sobre los 3400 m s. n. m.

## Festividades
- Febrero: Carnavales.
- Mayo: Fiesta de las Cruces.
- Junio: Aniversario del Anexo
- Diciembre: Inmaculada Concepción.

## Personajes Ilustres
- Anónimo